# Bukkasagara, Hosadurga
Bukkasagara là một làng thuộc tehsil Hosadurga, huyện Chitradurga, bang Karnataka, Ấn Độ.